# Люблино (локомотивное депо)
Локомотивное депо Люблино — предприятие железнодорожного транспорта принадлежащее к Московской железной дороге. Депо занимается ремонтом и эксплуатацией тягового подвижного состава.

## История депо
В связи с реорганизацией локомотивного хозяйства ОАО «РЖД» на основании приказа № 156/Н от 15.06.09 локомотивное депо является филиалом эксплуатационного локомотивного депо ТЧЭ-2 Лихоборы-Окружные – структурное подразделение Московско-Курского отделения Московской ж.д.
Прежнее обозначение ТЧ-2

## Тяговые плечи
Люблино-Михнево-Вековка, Люблино - Столбовая - Вековка, Люблино - Ожерелье - Рыбное, Люблино-Бекасово, Люблино-Серпухов, Люблино - Тула, Люблино - Орехово

## Подвижной состав
В приписном парке депо Люблино в разное время находились тепловозы ТЭ1, ТЭ2, ЧМЭ2, ЧМЭ3,ЧМЭ3М, 2М62У,ЧМЭ3Т, ЧМЭ3Э, ТГМ1, МГ2, ЧМЭ5, ТЭ3, паровозы ЛВ, электровозы ВЛ23, ВЛ8, ВЛ10.
На данный момент к депо приписаны ЧМЭ3, ЧМЭ3Б, ЧМЭ3Т, ЧМЭ3Э, ТГМ23В48.